# Voiture à deux niveaux

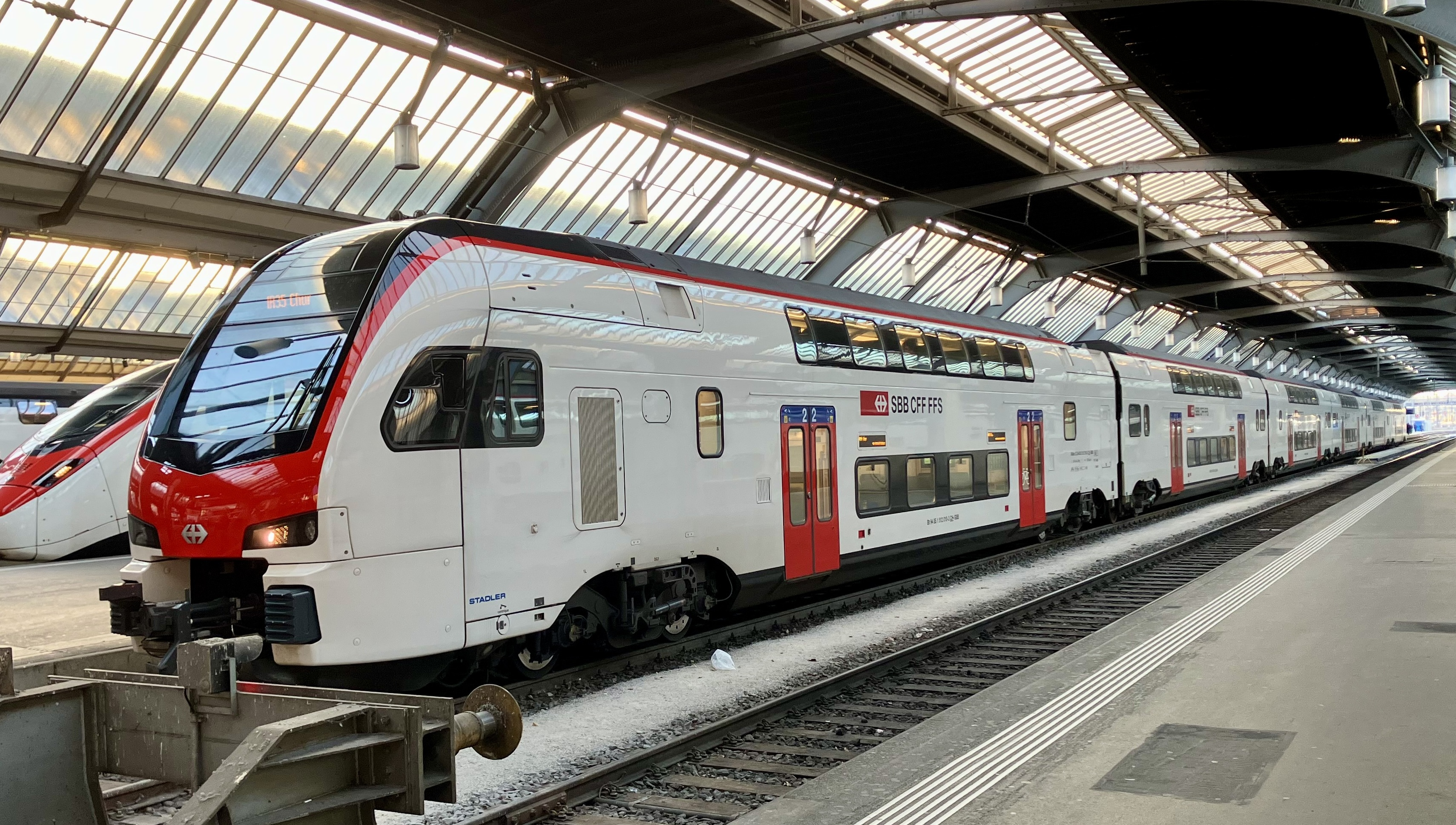
Rame RABe 512 des CFF.

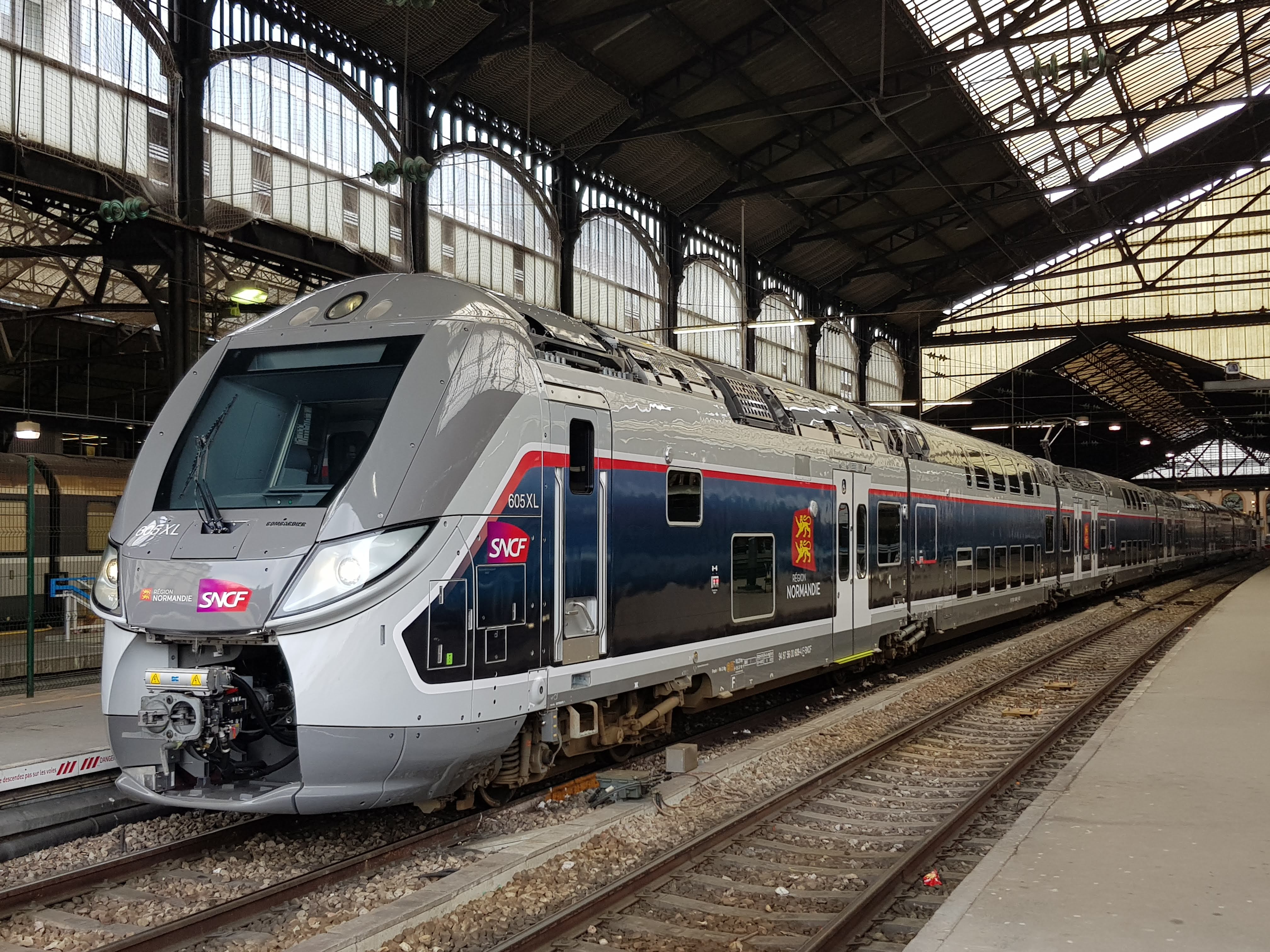
Rame Regio 2N du TER Normandie.

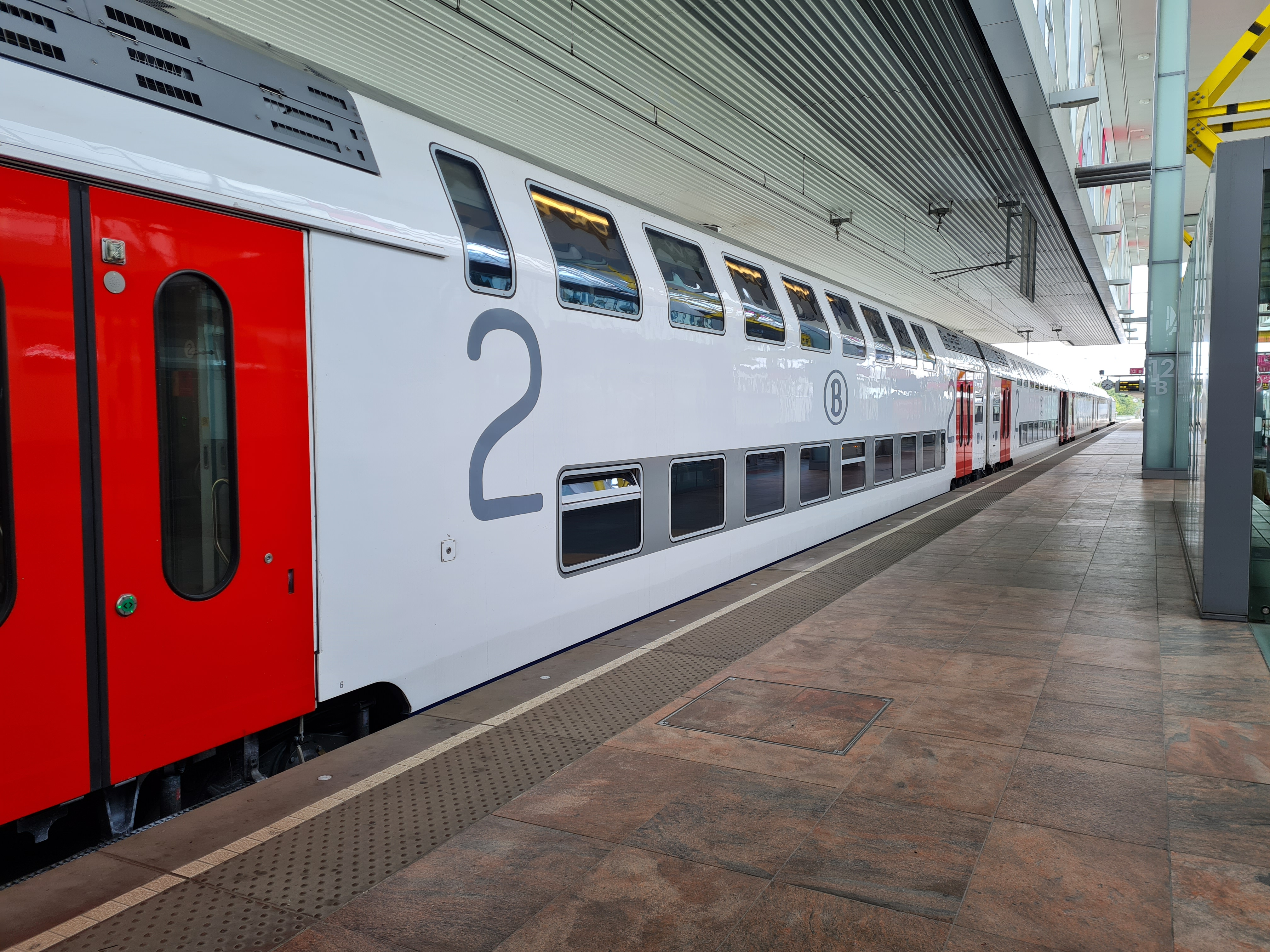
Voitures M7 de la SNCB.

Une voiture à deux niveaux ou voiture à double étage est une voiture de chemin de fer pouvant accueillir les voyageurs sur deux niveaux, offrant ainsi une plus grande capacité, à longueur égale, qu'une voiture à simple niveau.

## Voitures par réseau

### SNCB
- Voiture M5 (1984 - )
- Voiture M6 (2002 - )
- Voiture M7 (2020 - )

### SNCF
- Voiture à étage État
- VB 2N / VO 2N
- Voiture à 2 niveaux SNCF

Voir aussi les rames automotrices à deux niveaux : TGV Duplex, TGV 2N2, TER 2N PG, TER 2N NG, Regio 2N, Z 5600, Z 8800, Z 20500, Z 20900, MI 2N, Z 22500.

### CFF
- Voiture IC 2000
- RABe 511
- RABe 512
- RABe 514
- Bombardier TWINDEXX Swiss Express

### CityNightLine
- Voitures-lits WLAB 34 et WLB 44 CityNightLine

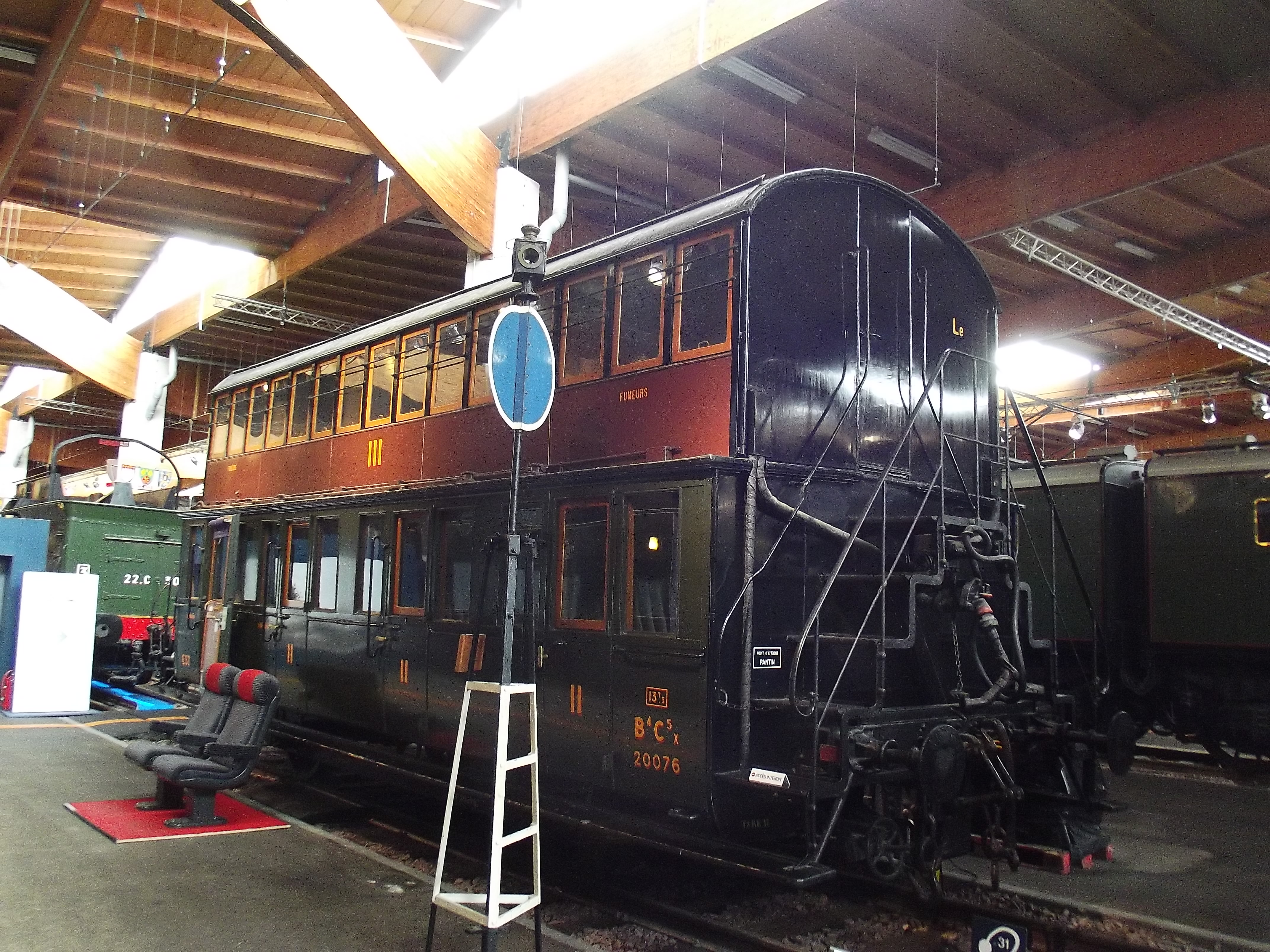
Impériale B4C5 n°20076 Bidel, Est
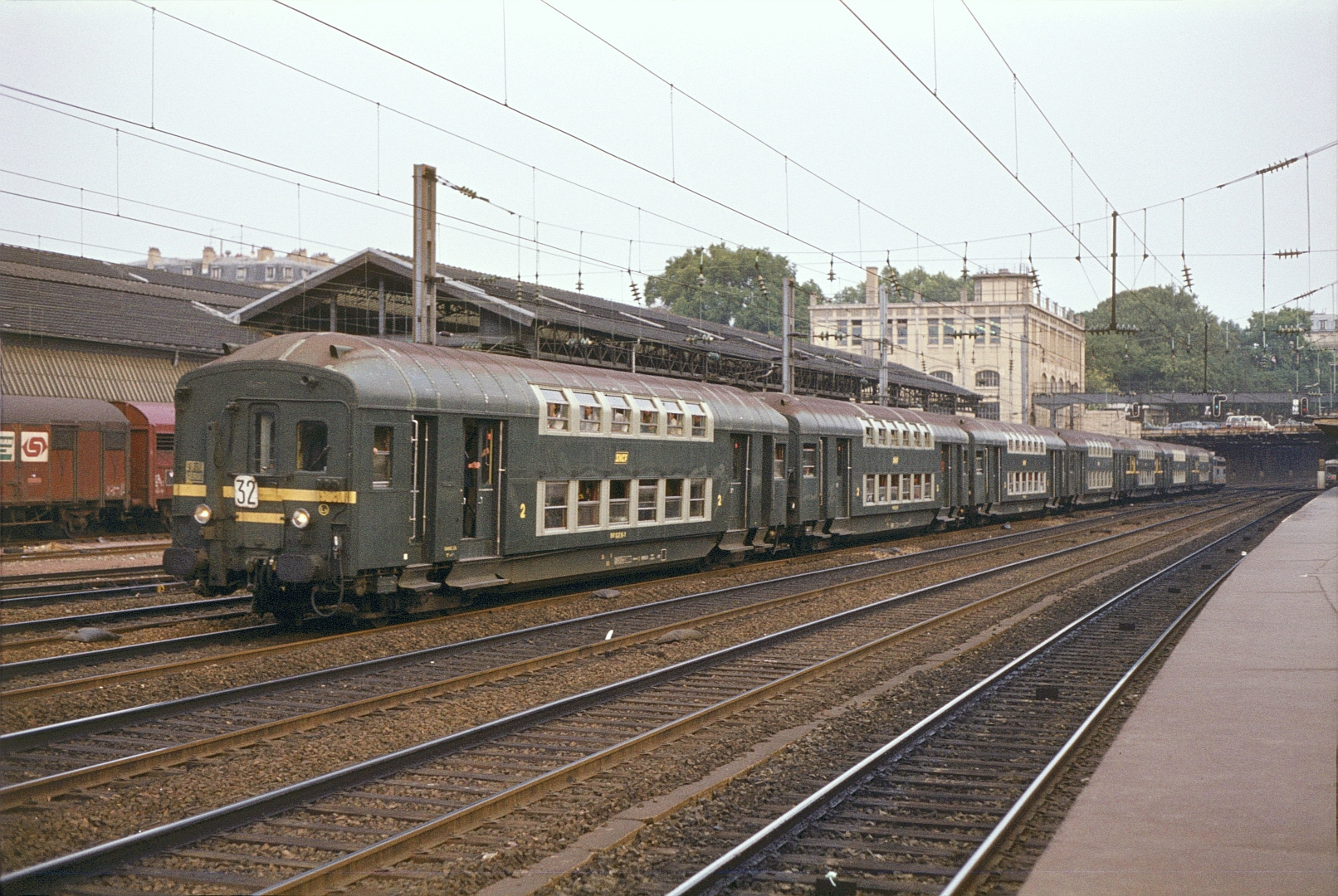
Voiture à étage État
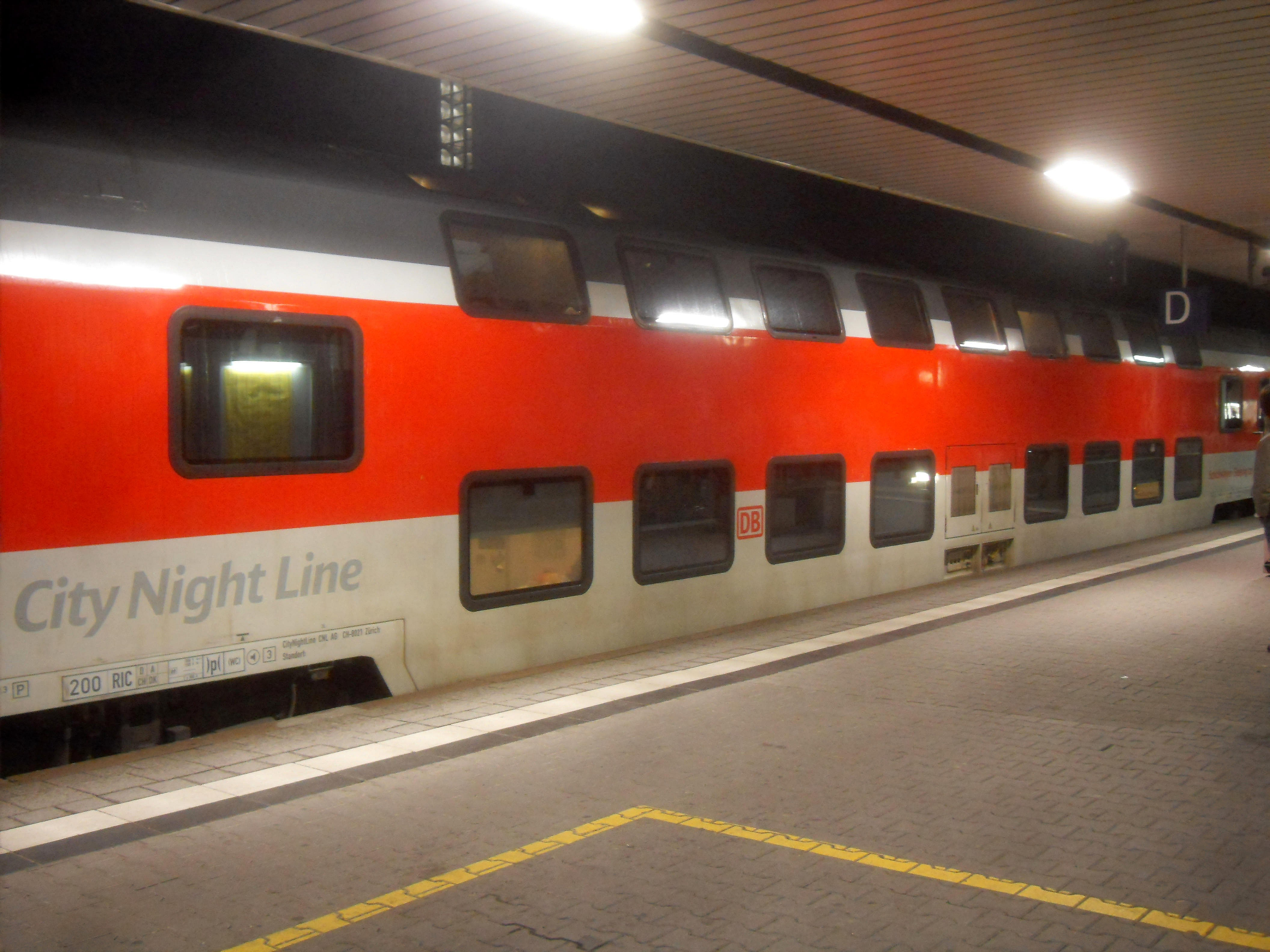
Voiture-lits CityNightLine à 2 niveaux.
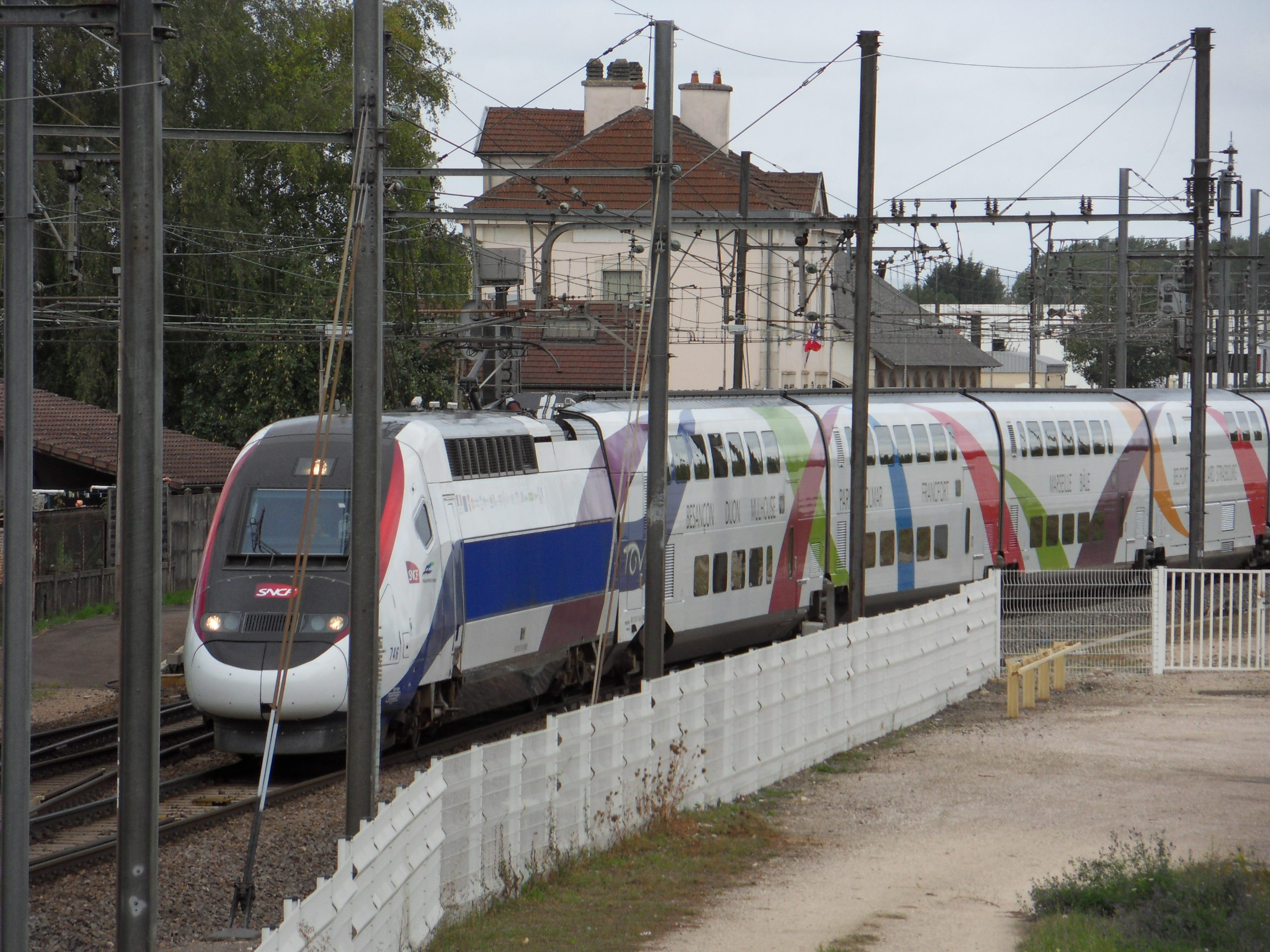
TGV Duplex